# Arado Ar 81
Die Arado Ar 81 war ein deutsches Sturzkampfflugzeug der Arado Flugzeugwerke.

## Entwicklung
Entwickelt wurde das Flugzeug von Walter Blume aufgrund einer Ausschreibung des Technischen Amtes im Reichsluftfahrtministerium vom April 1934 für ein schweres Sturzkampfflugzeug, das Punktziele im Sturzflug angreifen sollte. Neben der Arado Ar 81 entstanden auf die Ausschreibung hin noch die Heinkel He 118 sowie die Junkers Ju 87, die das Vergleichsfliegen im Juli 1936 für sich entschied. Die nahezu gleichzeitig, aber völlig unabhängig davon laufende Ausschreibung für ein leichtes Sturzkampfflugzeug, für die die Blohm & Voss Ha 137, Fieseler Fi 98 und die Henschel Hs 123 entwickelt wurden, hat hiermit nichts zu tun. Beide Vorgänge werden aber in der Literatur häufig durcheinandergeworfen.
Die Arado Ar 81 war als zweisitziger Doppeldecker in Ganzmetallbauweise konzipiert worden. Das Fahrwerk bildete ein starres Normalfahrwerk mit Spornrad. Als Triebwerk fand ein Junkers Jumo 210 C mit 610 PS Verwendung, der einen dreiblättrigen Verstellpropeller antrieb.
Aufgrund der damals bereits veralteten Bauweise als Doppeldecker geriet die Arado Ar 81 beim Vergleichsfliegen schnell ins Hintertreffen. Die drei gebauten Prototypen unterschieden sich geringfügig. Die Ar 81 V1 (D-UJOX) und V2 (D-UPAR) erhielten ein doppeltes Seitenleitwerk, um das Schussfeld nach hinten freizuhalten. Die V3 (D-UDEX) wurde hingegen mit einem herkömmlichen Leitwerk ausgerüstet. Eine Ausführung als Tiefdecker mit Knickflügel und einfachem Leitwerk, aber ohne obere Tragfläche existierte nur als Projekt.

## Technische Daten

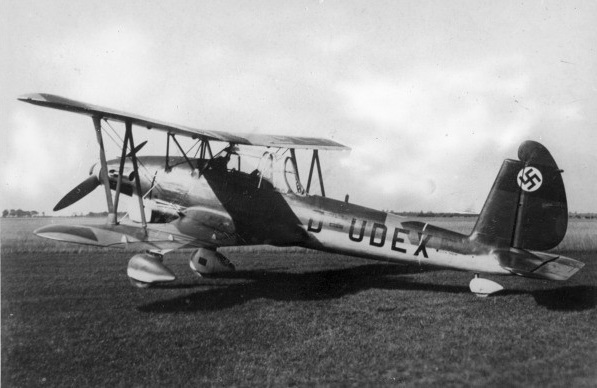
Die Ar 81 V3 mit Einfachleitwerk

| Kenngröße             | Daten                                                                               |
| --------------------- | ----------------------------------------------------------------------------------- |
| Besatzung             | 2                                                                                   |
| Länge                 | 10,50 m                                                                             |
| Spannweite            | 11,00 m (oben & unten)                                                              |
| Höhe                  | 3,60 m                                                                              |
| Flügelfläche          | 35,60 m²                                                                            |
| Flächenbelastung      | 90,00 kg/m²                                                                         |
| Leistungsbelastung    | 5,00 kg/PS                                                                          |
| Rüstmasse             | 2069 kg                                                                             |
| Zuladung              | 1129 kg                                                                             |
| Startmasse            | 3198 kg                                                                             |
| Triebwerk             | 1 × flüssigkeitsgekühlter Zwölfzylinder-V-Motor Junkers Jumo 210 B, 640 PS (471 kW) |
| Höchstgeschwindigkeit | 310 km/h in Bodennähe 330 km/h in 4000 m Höhe                                       |
| Landegeschwindigkeit  | 97 km/h                                                                             |
| Steigzeit             | 11,0 min auf 4000 m Höhe                                                            |
| Dienstgipfelhöhe      | 6600 m                                                                              |
| Reichweite            | 790 km                                                                              |
| Bewaffnung            | 1 × starres 7,92-mm-MG 17, 1 × bewegliches 7,92-mm-MG 15, 250–500 kg Bombenlast     |